# Ante, ragazzo lappone
Ante, ragazzo lappone (Ante) è una serie televisiva norvegese del 1975 . La storia racconta della vita di Ante, un bambino sami proprietario di un piccolo gregge di renne, e della sua difficoltà nell'adattarsi ad una scuola norvegese nella città di Kautokeino. La sigla musicale della serie è cantata da Ellen Anna Buljo, che interpreta anche il ruolo della madre di Ante.
La serie è stata venduta in 23 paesi e in Italia è stata trasmessa dal 30 maggio al 4 luglio 1977 su Rete 2 Rai (ora Rai 2)

## Episodi
| Nº | Titolo originale | Titolo italiano          |
| -- | ---------------- | ------------------------ |
| 1  | Hvor er Ante?    | Ante ritorna in collegio |
| 2  |                  | Rivoglio la mia renna!   |
| 3  |                  | La tormenta di neve      |
| 4  |                  | Io sono un lappone!      |
| 5  |                  | Alla ricerca di Isaksen  |
| 6  |                  | Peter e la ragazza       |